# Regis Toomey
Regis Toomey, född 13 augusti 1898 i Pittsburgh, Pennsylvania, död 12 oktober 1991 i Los Angeles, Kalifornien, var en amerikansk skådespelare. Toomey studerade drama vid University of Pittsburgh. Han filmdebuterade 1929 och medverkade i över 260 film och TV-produktioner, mestadels i biroller. På 1960-talet hade han en framträdande roll i TV-serien Burke's Law.
För sina filminsatser har Toomey en stjärna på Hollywood Walk of Fame vid adressen 7021 Hollywood Blvd.

## Filmografi, urval
- 1930 – I skuggan av lagen
- 1930 – Brottets gata
- 1935 – Den stora razzian
- 1940 – Skarpskytten i Arizona
- 1940 – Det ligger i blodet
- 1940 – Nordvästpassagen
- 1941 – De dog med stövlarna på
- 1941 – Vingar ovan molnen
- 1941 – Hemliga Higgins
- 1941 – Vi behöver varann
- 1944 – Döden kan ej vittna
- 1945 – Trollbunden
- 1946 – Utpressning
- 1947 – Handen på hjärtat
- 1947 – Ängel på prov
- 1948 – Reptilen
- 1949 – Nunnan och spelaren
- 1948 – Främlingen från Kansas
- 1953 – SOS - vi nödlandar
- 1954 – Mellan himmel och hav
- 1959 – Våldet och lagen
- 1961 – Mannen utan nåd
- 1964 – En flicka på kroken
- 1969 – Change of Habit